# Morvarc'h Argol
 (décembre 2023).

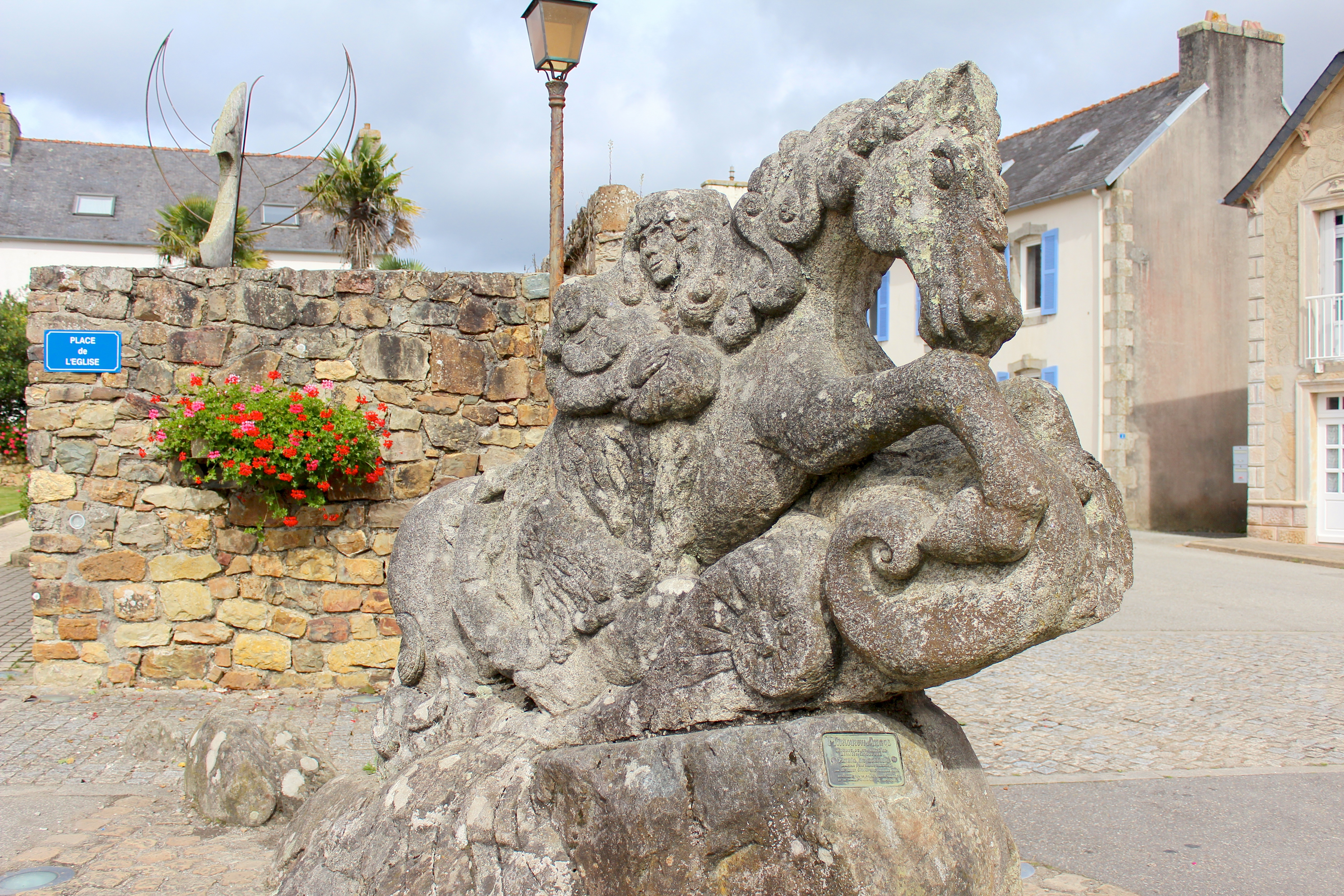
Vue sur le flanc droit (version païenne) de la statue du roi Gradlon située sur la place de l'église à Argol.

Morvarc'h Argol est une statue géminée équestre contemporaine en pierre située à Argol, dans le Finistère. Elle se trouve sur la place de l'église, à droite de l'arc de triomphe de l'enclos paroissial et devant l'entrée de la cour de l'ancien presbytère. C'est une statue équestre monumentale du roi Gradlon, œuvre de Patrig Ar Goarnig réalisée en 1990. Elle mesure 3 m de long et pèse 3 tonnes. Sur chacun de ses flancs figure une version de la légende de la ville d'Ys.

## Création et réception
La statue est commandée par le maire d'Argol au sculpteur Patrig Ar Goarnig. Il commence par représenter la princesse Dahut sur le cheval Morvarc'h, pendant que le roi Gradlon tente désespérément de s'accrocher au coursier. Cette création suscite des réactions diverses dans la commune, en particulier parmi les paroissiens qui jugent la sculpture transgressive. Patrig Ar Goarnig est accusé d'anticléricalisme. Il se défend et affirme représenter ce qu'il estime être sa vision de la légende originelle païenne, aux côtés de la version le plus couramment racontée. La sculpture est nommée Morvarc'h Argol, elle est terminée en 1990.

## Description

### Version païenne sur le flanc gauche
Née de l'amour de Malgven, la « Fée du Nord » et de Gradlon le roi de Cornouaille, la belle Dahut, orpheline, grandit dans les fougères, la lande et les genêts. Son père lui fit construire sur la grève une ville splendide nommée Ker Ys où Dahut, la bonne sorcière, régnait en princesse.
Dahut vivait selon les rites païens de sa mère. La ville d'Ys n'était que joie, musiques et chants. C'était la seule ville que Saint Corentin n'avait pas pu christianiser. C'est pour cela que les Chrétiens avaient appelé cette contrée « Argol » (la perdition).
Brann Ruz, le frère des poissons, qui avait des cheveux rouges comme le soleil couchant, était l'amant de Dahut et ils eurent un enfant. Mais la belle Dahut ressemblait tellement à sa mère que Gradlon la prenait pour son épouse.
Alors elle prit son fils dans les bras, et disparut sur le dos de Morvac'h, le cheval magique qui galope sur la crête des vagues, tandis que son père, le roi Gradlon, était dans les flots, criant à sa fille de rester près de lui.

### Version chrétienne sur le flanc droit

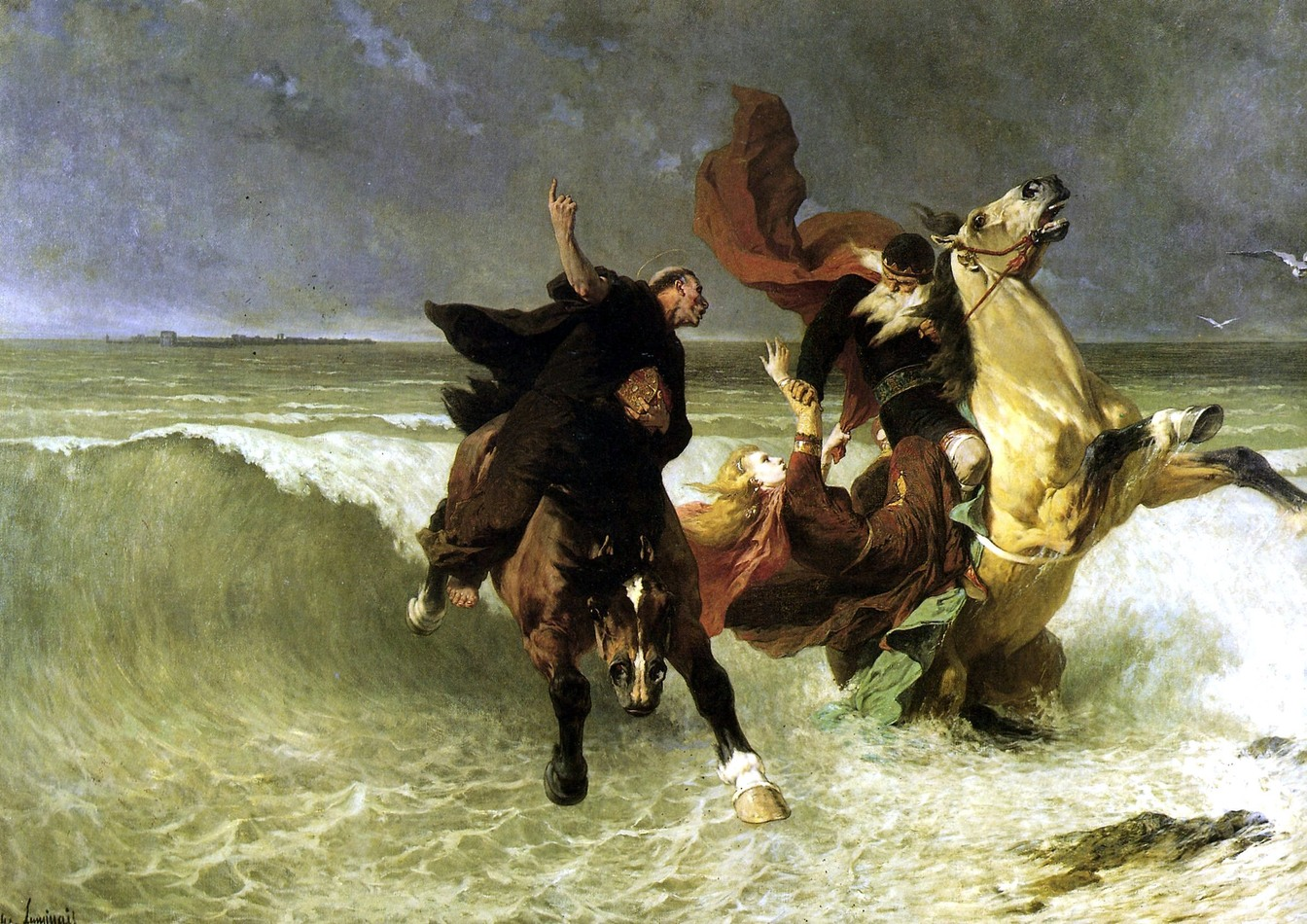
La Fuite de Roi Gradlon, Évariste-Vital Luminais, huile sur toile, 1884 (musée des Beaux Arts de Quimper).

Elle est inspirée d'un tableau du peintre Évariste-Vital Luminais (1822-1896) exposé au musée des Beaux Arts de Quimper.
Sur cette face, le roi Gradlon à cheval, protégeant Saint Corentin, quitte la ville d'Ys envahie par les flots. Saint Corentin, évêque de Cornouaille est représenté sous la forme d'une flèche de la cathédrale de Quimper, tenant sous son bras le trésor de la ville engloutie.
Dahut, quant à elle, a été chassée par son père sur le conseil de Saint Corentin et a préféré prendre l'apparence d'une sirène pour rejoindre des temps moins hostiles de l'autre côté du monde.